# جک پدی
جک پدی (انگلیسی: Jack Peddie؛ ۳ مارس ۱۸۷۶ – ۲۰ اکتبر ۱۹۲۸) یک بازیکن فوتبال اهل اسکاتلند بود.
از باشگاه‌هایی که در آن بازی کرده‌است می‌توان به منچستر یونایتد، نیوکاسل یونایتد، هارت آف میدلوتیان، و پلیموث آرگیل اشاره کرد.